# Angelo Buono Jr.
Angelo Buono, Jr., född 5 oktober 1934, död 21 september 2002, var en amerikansk seriemördare. Tillsammans med sin kusin Kenneth Bianchi mördade han nio kvinnor.
Angelo Bruno Jr. och hans kusin Kenneth Bianchi verkade under två år på 1970-talet på gatorna i Los Angeles och Glendale, där de genomförde en rad seriemord och lämnade nio kvinnor döda vid sidan om vägarna. De lockade sin offer och lämnade sedan de nakna kropparna i groteska poser för att håna polisen. Offren försågs med handbojor, injicerades med kaustiska vätskor, plastpåsar drogs över huvudena och de utsattes för sexuella övergrepp. Offren var i åldrarna 12 till 28 år: två skolflickor, en prostituerad, en collegestudent, en skådespelaraspirant, en dansös och en servitris. Unga kvinnor i Los Angelesområdet var under perioden skräckslagna och vågade inte gå ut efter mörkrets inbrott.
Rättegången pågick under två år och avslutades år 1983. Under rättegången hördes 392 vittnen, 1 807 bevisföremål lades fram och utskriften omfattade nästan 56 000 sidor. Polisutredningen involverade över 160 poliser, men fallet löstes genom att Bianchi angav sin kusin sedan han gripits i Washington för ett våldtäktsfall där. Angelo Bruno dömdes till livstids fängelse.
Den 21 september 2002 avled han på fängelset Calipatria State Prison.